# Scheda audio

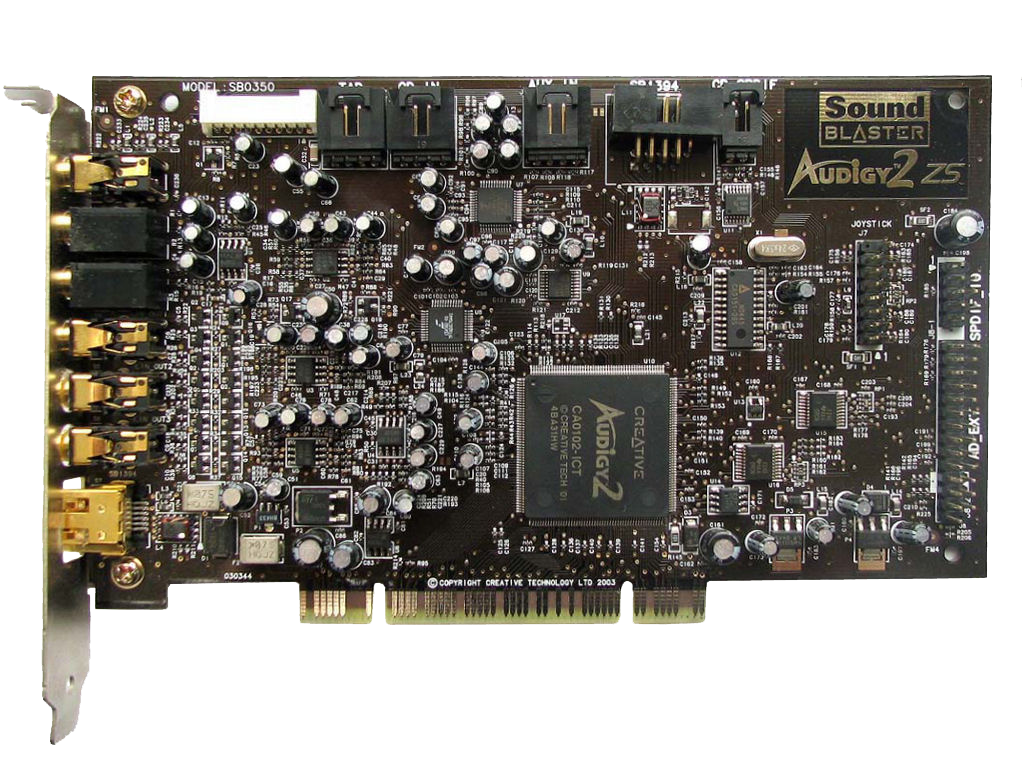
Scheda audio Creative Audigy 2 ZS

Una scheda audio (o scheda sonora), in elettronica, è una scheda di espansione di un computer che si occupa di elaborare un flusso audio digitale in ingresso (da una memoria o trasferito attraverso una rete) in un segnale analogico o digitale da inviare in uscita a una periferica audio per essere riprodotto/trasdotto in un segnale sonoro percepibile dall'utente. 
La maggior parte delle schede audio attuali è anche in grado di operare in maniera inversa, ovvero ricevere segnali audio in input (da microfoni o strumenti musicali) e inviarli all'unità di elaborazione della scheda per l'elaborazione e successiva memorizzazione in output su vari possibili supporti.

## Storia
Nei primi anni di commercializzazione dei PC IBM e compatibili, visto anche l'iniziale orientamento per l'uso in ufficio, non erano disponibili schede audio. In questi computer era previsto unicamente un piccolo altoparlante interno deputato alla riproduzione di semplici beep di avvertimento.
Una delle prime schede di espansione per generare suoni più complessi è stata, nel 1987, la AdLib, basata sul chip Yamaha YM3812. Nello stesso periodo venne immessa sul mercato la Creative Music System della Creative Technology basata sul Philips SAA1099, cui seguì dopo un paio di anni la scheda Sound Blaster, che affiancava al chip Philips quello della Yamaha, diventando compatibile con il software sviluppato per la scheda AdLib.
Queste schede furono per alcuni anni lo standard di fatto per quanto riguardava le schede audio per PC, tanto che gli altri produttori realizzarono schede che, pur avendo caratteristiche spesso superiori, rimanevano ad esse compatibili.
A partire dalla Sound Blaster, ai circuiti che generavano i suoni per sintesi, ovvero generando e miscelando varie forme d'onda elementari, si affiancò la possibilità di riprodurre audio campionato digitalmente, inizialmente con frequenze di campionamento basse (23 kHz) e campioni a 8 bit, per poi crescere nei vari modelli fino a raggiungere dapprima la qualità audio dei Compact disc (16 bit e 44 kHz) e successivamente superarla

## Caratteristiche generali
Una scheda audio tipica include un chip sonoro solitamente equipaggiato con un convertitore digitale-analogico che converte onde sonore registrate o generate in digitale in un segnale analogico. Questo segnale è indirizzato a un connettore al quale può essere connesso un amplificatore o un'apparecchiatura simile.
Le architetture più avanzate solitamente includono più di un chip sonoro, e dividono fra sintetizzatore di suoni (solitamente usato per generare suoni in tempo reale con poco uso della CPU) e riproduzione digitale di suoni.
Le schede audio più avanzate possiedono anche un processore (CPU) proprio per migliorare l'elaborazione del suono.
Nei PC di fascia medio-bassa la scheda audio è di solito integrata in un chip della scheda madre, per contenere i costi e i consumi. Queste schede audio, pur non avendo funzionalità di elaborazione avanzate, sono in grado di riprodurre suoni ad alta qualità e dispongono di uscite per sistemi di altoparlanti surround fino a 9.1.

### Connessioni
La maggior parte delle schede audio in commercio (integrate o no) a partire dal 1999 segue lo standard Microsoft PC 99 per la colorazione delle uscite:
| Colore | Colore    | Funzione                                                                                 |
| ------ | --------- | ---------------------------------------------------------------------------------------- |
|        | Rosa      | Entrata analogica per il microfono.                                                      |
|        | Azzurro   | Entrata analogica. (per mixer o altro dispositivo digitale o analogico tramite RCA/jack) |
|        | Verde     | Uscita stereo principale (per cuffie o altoparlanti frontali).                           |
|        | Nero      | Uscita per gli altoparlanti posteriori (nei sistemi surround).                           |
|        | Argento   | Uscita per gli altoparlanti laterali (nei sistemi surround).                             |
|        | Arancione | Uscita digitale S/PDIF (a volte utilizzata come uscita analogica per subwoofer).         |

### Canali e polifonia
Due importanti caratteristiche di una scheda audio sono:
- la sua polifonia, ovvero il numero di suoni e voci distinti che possono essere riprodotti indipendentemente e simultaneamente;
- il numero di canali, intesi come segnali audio elettrici distinti, corrispondenti alla configurazione degli altoparlanti, come 1 (mono), 2.0 (stereo), 2.1(stereo e subwoofer), 5.1 ecc.

Spesso i termini vengono utilizzati entrambi per indicare il grado di polifonia, non la configurazione delle uscite.
Le schede più datate avevano una polifonia di 3 voci, ma un solo canale audio in cui venivano mixate le voci.
Per diversi anni, le schede per PC avevano da 9 a 18 voci, per lo più usate per la riproduzione di musica MIDI, ma solo una (mono) o due (stereo) voci e canali per la riproduzione di suoni digitali. Quando dovevano essere riprodotti due o più suoni, essi erano mixati a livello software. Gran parte delle schede audio integrate ed economiche, pur avendo diversi canali audio (5.1, 7.1), non hanno nessuna polifonia a livello hardware.
Oggi, una scheda che fornisce una polifonia hardware viene definita un "acceleratore audio" e include funzioni avanzate per il calcolo del suono 3D o effetti DSP in tempo reale.

### Accelerazione audio
Alcune schede riescono ad elaborare i segnali audio secondo l'ostruzione e l'occlusione, sgravando questo compito che altrimenti andrebbe a gravare sulla CPU, uno dei tanti nomi per questi metodi d'accelerazione è "Environmental Audio" (le prime schede audio per il grande pubblico che permisero questa funzione vennero commercializzate nel '98), inizialmente sfruttabili dalle API EAX (in ambito Windows e proprietarie della Creative Technology) e successivamente dalle più recentementi librerie OpenAL, questo permette una maggiore immersività, rendendo di fatto l'audio 3D.
Altre funzioni possono essere l'alterazione di segnali audio in modo da simularne l'effetto in un determinato ambiente, così come la regolazione precisa sull'equalizzazione e la distribuzione del suono (regolazione del volume per ogni altoparlante), oppure la rimozione della voce umana (funzione karaoke).

## Audio per schermi
Un PC dotato di porta HDMI richiede un driver specifico per l'uscita audio del flusso Hdmi (driver distinto da quello della scheda installata per la sezione audio ordinaria). Questo driver solitamente prende il nome di Display Audio (Audio per schermi). Ad esempio i PC con scheda audio Realtek e scheda grafica Intel richiedono, per il funzionamento audio della porta Hdmi, il driver Audio Intel per schermi.